# 松永あかね
松永 あかね（まつなが あかね、2001年10月14日 - ）は、日本の女性声優。所属事務所はホリプロインターナショナル。三重県出身。

## 経歴
幼少期より父と一緒にアニメを観ながら演技の真似ごとをして遊んでいた。
親から声優という仕事の存在を知り、小学生の頃には漠然と声優への道を志すようになる。その後2017年の次世代声優ミラクルオーディションに応募しグランプリ賞を獲得し、2018年4月にはテレビアニメ『アイカツフレンズ!』の主人公・友希あいね役で声優デビューを果たした。松永はデビューに際して上京し、アフレコ現場で声の演技に初めて取り組んだ。
同作品では派生ユニット・BEST FRIENDS!の一員として、歌手活動も行う。カカクコムが運営するニュースサイト「アキバ総研」で行われた、2018年春季放送アニメにおける主演女性声優人気投票ではデビュー作『アイカツフレンズ!』でエントリーされ、56名中46位となった。また、雑誌『アニメージュ』で2019年に実施された第41回アニメグランプリの女性キャラクター部門において、松永の演じた友希あいねは『アイカツフレンズ!』に登場するキャラクターの中で唯一ランクインし、第18位を獲得した。

## 人物
事務所の同期は二ノ宮ゆいで、二ノ宮とは「アイカツシリーズ」や「アイドルマスター シンデレラガールズ」で共演している。
趣味は読書、アニメ鑑賞。
シチューが好物であり、白米にかけて食べる派である。また、イラストが得意であり、前述のオーディションでは自作の紙芝居を披露したという。

## 出演
太字はメインキャラクター。

### テレビアニメ
2018年
- アイカツフレンズ!（2018年 - 2019年、友希あいね） - 2シリーズ

2019年
- アイカツオンパレード!（2019年 - 2020年、友希あいね）

2020年
- みっちりわんこ!あにめ〜しょん（レオ）

2021年
- アイカツプラネット!（ブラッディロック）
- ラブライブ!スーパースター!!（2021年 - 2024年、澁谷ありあ） - 3シリーズ
- 世界最高の暗殺者、異世界貴族に転生する（コナー）

2023年
- ウマ娘 プリティーダービー Season 3（ウマ娘C）

2024年
- さようなら竜生、こんにちは人生（アイリ）

2025年
- ロックは淑女の嗜みでして（姫島ひより）

### 劇場アニメ
- フラ・フラダンス（2021年、環奈の後輩）
- ガディガルズ（2022年）[20]

### Webアニメ
- アイカツオンパレード!ドリームストーリー（2020年、友希あいね[21]）

### ゲーム
2010年代
- アイカツフレンズ!（2018年、友希あいね）
- アイカツオンパレード（2019年、友希あいね）
- ART CODE SUMMONER（2020年、ピエール・ボナール）

2020年代
- アイカツプラネット!（2020年、ブラッディロック）
- ブルーアーカイブ -Blue Archive-（2021年 - 2024年、和泉元エイミ）
- ハツリバーブ（2023年、フランカー〈2代目〉）
- アイドルマスター シンデレラガールズ スターライトステージ（2023年 - 2024年、イヴ・サンタクロース）
- 不思議の幻想郷 -FORESIGHT-（2024年、山城たかね）

### 吹き替え
- カラミティ（英語版）（2021年、レナ[28]）

### ラジオ
※はインターネット配信。
- ラジカツフレンズ!（2018年[29] - 2019年、YouTube[30]・あにてれ[29]※）
- ラジカツオンパレード!（2019年[31] - 2020年、YouTube・あにてれ※）

### オーディオドラマ
- さようなら竜生、こんにちは人生 ボイスドラマ（2024年、アイリ）

### 舞台
- 『アイディール・セミナー/Final session』(2025年6月4日-8日、こくみん共済 coop ホール/スペース・ゼロ）-桜庭仁美 役[32]

## ディスコグラフィ

### キャラクターソング
| 発売日        | 商品名                                                                                    | 歌 | 楽曲                                                           | 備考                                                               |
| ------------- | ----------------------------------------------------------------------------------------- | --- | -------------------------------------------------------------- | ------------------------------------------------------------------ |
| 2024年1月21日 | 澄んだ青空、萌ゆる心                                                                      | カスミ（上坂すみれ）、ユカリ（村上まなつ）、モミジ（大亀あすか）、ハレ（貝原怜奈）、エイミ（松永あかね） | 「澄んだ青空、萌ゆる心」                                       | ゲーム『ブルーアーカイブ -Blue Archive-』関連曲                    |
| 2024年5月29日 | THE IDOLM@STER CINDERELLA MASTER WINTER and WINDOW                                        | THE IDOLMASTER CINDERELLA GIRLS Stage for Cinderella BEST5! | 「WINTER and WINDOW」                                          | 『アイドルマスター シンデレラガールズ』関連曲                      |
| 2024年5月29日 | THE IDOLM@STER CINDERELLA MASTER WINTER and WINDOW                                        | イヴ・サンタクロース（松永あかね） | 「お願い！シンデレラ（M@STER VERSION）」 「WINTER and WINDOW」 | 『アイドルマスター シンデレラガールズ』関連曲                      |
| 2024年8月21日 | THE IDOLM@STER CINDERELLA MASTER 069 イヴ・サンタクロース                                 | イヴ・サンタクロース（松永あかね） | 「あの子が街に来なサンタ」                                     | 『アイドルマスター シンデレラガールズ』関連曲                      |
| 2024年9月11日 | THE IDOLM@STER CINDERELLA GIRLS STARLIGHT MASTER HEART TICKER! 09 神様！絶対だよ          | イヴ・サンタクロース（松永あかね）、西園寺琴歌（安齋由香里）、島村卯月（大橋彩香）、高森藍子（金子有希）、新田美波（洲崎綾）                                                                                           | 「神様！絶対だよ (M@STER VERSION)」                            | 『アイドルマスター シンデレラガールズ スターライトステージ』関連曲 |
| 2024年9月11日 | THE IDOLM@STER CINDERELLA GIRLS STARLIGHT MASTER HEART TICKER! 09 神様！絶対だよ          | イヴ・サンタクロース（松永あかね） | 「神様！絶対だよ (M@STER VERSION)」                            | 『アイドルマスター シンデレラガールズ スターライトステージ』関連曲 |
| 2024年9月25日 | THE IDOLM@STER CINDERELLA GIRLS STARLIGHT MASTER CRYSTAL QUALIA 01 Fantasia for the Girls | 久川颯（長江里加）、イヴ・サンタクロース（松永あかね）、白雪千夜（関口理咲）、神谷奈緒（松井恵理子）、藤原肇（鈴木みのり）、依田芳乃（高田憂希）、赤城みりあ（黒沢ともよ）、星輝子（松田颯水）、小早川紗枝（立花理香） | 「Fantasia for the Girls (M@STER VERSION)」                    | 『アイドルマスター シンデレラガールズ スターライトステージ』関連曲 |
| 2024年9月25日 | THE IDOLM@STER CINDERELLA GIRLS STARLIGHT MASTER CRYSTAL QUALIA 01 Fantasia for the Girls | イヴ・サンタクロース（松永あかね） | 「Fantasia for the Girls (M@STER VERSION)」                    | 『アイドルマスター シンデレラガールズ スターライトステージ』関連曲 |

### シリーズ一覧
1. ↑  第1期（2018年 - 2019年）、第2期『〜かがやきのジュエル〜』（2019年）
2. ↑  第1期（2021年）、第2期（2022年）、第3期（2024年）

### ユニットメンバー
1. ↑  イヴ・サンタクロース（松永あかね）、一ノ瀬志希（藍原ことみ）、高森藍子（金子有希）、高垣楓（早見沙織）、久川颯（長江里加）